# Löverick
Löverick ist ein nordwestlich der Innenstadt gelegener innerstädtischer Bezirk und Stadtteil von Bocholt im Kreis Borken, Nordrhein-Westfalen.

## Lage
Begrenzt wird das Gebiet im Norden durch die Dinxperloer Straße und den Fischerweg, im Osten durch den neuen Westringtunnel, im Süden durch die Schwanenstraße und im Westen durch die Eisenhütte. 

## Bebauung
Der Löverick ist ein vorwiegend aus Ein- und Zweifamilienhäusern bestehendes älteres Wohngebiet von Bocholt. Lediglich an der Kurfürstenstraße und ihren Nebenstraßen haben Mehrfamilienhäuser eine größere Bedeutung.

## Verkehrsanbindung
Durch die Stadtbuslinie C6 ist die Innenstadt halbstündlich in 10 Minuten erreichbar. Die Taxibuslinie T14 der StadtBusBocholt führt entlang des nördlichen Teils im Löverick und verkehrt halbstündlich auf telefonischer Anfrage. Zur Bundesautobahn 3 gelangt man mit dem Auto in ca. 15 Minuten, während die Fahrtzeit zu den nahe gelegenen Niederlanden lediglich 10 Minuten beträgt.

## Infrastruktur
Der Löverick verfügt über ein kleines Einkaufscenter, das Löverick-Center. Dort sind wesentliche Funktionen abgedeckt, u. a. in Form eines Supermarktes, einer Bank, einer Paketannahmestelle, einer Apotheke und eines Getränkemarktes. 
Koordinaten: 51° 50′ 35″ N, 6° 35′ 47″ O